# Ateuchus pruneus
Ateuchus pruneus là một loài bọ cánh cứng trong họ Bọ hung (Scarabaeidae).